# La Glorieta (la Ràpita)
La Glorieta és un edifici de la Ràpita (Montsià) declarat bé cultural d'interès nacional.

## Descripció
L'edifici es troba fora del nucli urbà, en una situació elevada, a l'extrem de l'eix (format pels carrers Governador Labadie, plaça Carles III, plaça d'Espanya i carrer de Sant Francesc fins al mar) que segons el traçat urbanístic neoclàssic creua el nucli urbà. Amb tot, en ser edificades les escoles públiques en el recinte de les quals està ubicada, la Glorieta ha perdut tota la força de polarització
Concebuda com pavelló-mirador sobre la ciutat, és un petit edifici exempt i inacabat, amb planta de rotonda perllongada per un petit cos rectangular adossat. A la banda que mira a la ciutat té tres obertures en forma d'arc de mig punt, cada una de les quals és flanquejada per dos pilastres d'ordre dòric, rematades per un entaulament perimetral. L'interior presenta també restes de pilastres de secció circular. No es van arribar a bastir la coberta, el paviment i l'arrebossat exterior i interior dels murs, elements que li haurien donat una aparença estèticament més agradable.

## Història
La Glorieta forma part de la nova ciutat creada el 1780 per Carles III. La seva posició aïllada i elevada emfasitza l'eix urbanístic transversal (mar-muntanya) que en interseccionar-se amb la plaça de Carles III genera tot l'espai urbà.